# Kenoargentotennantite-(Fe)
La kenoargentotennantite-(Fe) (simbolo IMA: Katnt-Fe) è un minerale molto raro del gruppo della tetraedrite all'interno del quale si trova nel sottogruppo dell'arsenofreibergite; appartiene alla famiglia dei "solfuri e solfosali" e possiede composizione chimica Ag6(Cu4Fe2)As4S12☐. La kenoargentotennantite-(Fe) è stata approvata dall'IMA, ma è in attesa di pubblicazione.
La kenoargentotennantite-(Fe) è strettamente correlata alla kenoargentotetraedrite-(Fe) che ha formula Ag6(Cu4Fe2)Sb4S12☐, identica a quella del minerale qui trattato ma con l'antimonio al posto dell'arsenico.

## Etimologia e storia
Il campione tipo della kenoargentotennantite-(Fe) è depositato presso le collezioni mineralogiche del Museo di storia naturale dell'Università di Pisa con il numero di catalogo 19920.

## Classificazione
Essendo stata approvata dall'Associazione Mineralogica Internazionale (IMA) nel 2020, la kenoargentotennantite-(Fe) non compare nella classica nona edizione della sistematica dei minerali di Strunz, aggiornata dall'IMA fino al 2009.
Il minerale è presente nell'edizione successiva, proseguita dal database "mindat.org", nella quale la kenoargentotennantite-(Fe) è elencata nella classe "2. Solfuri e solfosali (solfuri, seleniuri, tellururi; arseniuri, antimoniuri, bismuturi; solfoarseniuri, solfoantimoniuri, solfobismuturi, ecc.)" e da lì nella sottoclasse "2.G Solfoarseniuri, solfoantimoniuri, solfobismuturi"; questa viene suddivisa più finemente in base alla presenza o meno di zolfo aggiuntivo, in modo tale da trovare la kenoargentotennantite-(Fe) nella sezione "2.GB Neso-solfoarseniuri, ecc. con S aggiuntivo", dove insieme a molti altri minerali forma il sistema nº 2.GB. in attesa di assegnazione di un numero di gruppo.

## Abito cristallino
La kenoargentotennantite-(Fe) cristallizza nel sistema cubico nel gruppo spaziale I43m (gruppo nº 217) con la costante di reticolo a = 10,3740(5) Å.

## Origine e giacitura
La kenoargentotennantite-(Fe) è un minerale molto raro di cui si sa ancora poco; è stata trovata solo nella sua località tipo, la miniera di "Pollone" a Pietrasanta (Toscana, Italia) e la miniera di argento-rame-cobalto di "Ulatayskoe" nell'Ovjurskij kožuun (nella Tuva, Russia).